# Parafia Wszystkich Świętych w Kołacinku
Parafia Wszystkich Świętych w Kołacinku – parafia rzymskokatolicka, znajdująca się w archidiecezji łódzkiej, w dekanacie brzezińskim.
Według stanu na miesiąc luty 2017 liczba wiernych w parafii wynosiła 1600 osób.